# Denis Buican
 (février 2017).
Denis Buican, né Dumitru Peligrad le 21 décembre 1934 à Bucarest, est un biologiste, philosophe et historien des sciences roumain naturalisé français.

## Agronome et généticien
En tant qu'ingénieur agronome (1956), docteur en génétique (1961), puis professeur à l'université de Bucarest en Roumanie communiste, il s'intéresse à la radiogénétique  (ses premières études portent sur l'influence de l'électricité sur la vie des plantes) mais s'oppose aux théories pseudo-scientifiques de Trofim Lyssenko diffusées dans les États communistes à l'époque staliniste, à partir de 1948 : en conséquence, son laboratoire est saccagé par la Securitate et lui-même est banni de l'université à la fin des années 1950 sur demande du parti communiste roumain (qui a été, durant 45 ans, parti unique). Après la déstalinisation, alors que l'état communiste entre dans une période de détente, Dumitru Peligrad décrit l'imposture du « lyssenkisme » dans son premier livre, publié en roumain en 1969 : Biologie générale, génétique et amélioration et quitte la Roumanie à l'occasion d'un congrès international à Nanterre. Naturalisé français en 1972 sous le nom de Denis Buican, il entreprend une œuvre d'historien et de philosophe des sciences, matérialisée par sa thèse d'État (1983) : Histoire de la génétique et de l'évolutionnisme en France. En 1989, son livre La révolution de l'évolution obtient un grand prix de l'Académie française. En 1997, il préside la section « Biologie et sciences médicales » du XXe Congrès international d'Histoire des Sciences (Liège, Belgique).
Professeur d'histoire des sciences à l'université Paris X-Nanterre (1983-2003), il est l'auteur d'une nouvelle théorie de l'évolution : la théorie synergique de l'évolution. Il a également élaboré une nouvelle théorie de la connaissance, qu'il appelle « biognoséologie ».

## Biologiste et théoricien de l'évolution
Lorsque la Roumanie devient communiste, Dumitru Peligrad junior (qui prendra beaucoup plus tard le nom de Denis Buican) n'a que dix ans. En raison de ses origines (son père Dumitru Peligrad senior était un aristocrate), la famille Peligrad est placée en résidence surveillée. En dépit de ces chicanes, le jeune Dumitru réussit à s'inscrire à l'université de Bucarest où il fonde en 1955 le premier laboratoire de radiobiologie de Roumanie et devient ingénieur agronome l'année suivante. Les théories lyssenkistes suscitent ses critiques, ce qui lui vaut la haine du régime dont les agents vandalisent son laboratoire à trois reprises, en 1957, 1960 et 1962. Il poursuit néanmoins ses recherches sur la résistance au froid et l'hétérosis (ou « vigueur hybride ») chez les hybrides de Zea mays (le maïs). Ses travaux, qui font l'objet d'une première thèse de doctorat ès-sciences naturelles soutenue à Bucarest en 1961, seront complétés et exposés dès son arrivée en France dans une seconde thèse, soutenue cette fois devant la faculté des sciences de Paris en 1970, sous la direction de Roger Gautheret.
En biologie, Denis Buican développe un nouveau modèle : la théorie synergique de l'évolution, qui entend actualiser et compléter la théorie synthétique. Selon ce modèle, la sélection naturelle mise en évidence par Darwin ne s'applique qu'au phénotype, et certains phénomènes (comme les mutations létales) insuffisamment pris en compte, introduisent « une notion nouvelle dans le processus héréditaire et évolutif : la pré-sélection génotypique » qui peut être définie « comme l'opération naturelle qui élimine a priori, au niveau du génotype, toute combinaison génétique ou toute mutation impropre à la survie de celui-ci ». S'inspirant de la théorie des systèmes de Ludwig von Bertalanffy, la théorie synergique envisage une sélection multipolaire, capable de jouer à tous les niveaux du vivant, de l'atome à la société en passant par le génome et l'organisme.

## Philosophe et historien des sciences
Professeur invité à la Sorbonne (1969-1974), maître-assistant à l'université de Dijon (1974-1980) puis à Paris I (1980-1983), Denis Buican enseigne la philosophie et l'histoire des sciences biologiques, tout en préparant une thèse d'État sur l'histoire de la génétique en France sous la direction de Jacques Roger.
Philosophe des sciences, il redéfinit notamment la place du hasard dans l'évolution, en se démarquant des positions de Jacques Monod : au-delà du hasard absolu postulé par le prix Nobel, il prône un « hasard orienté » (qu'il baptise du nom d'« orthodrome évolutif ») et envisage dès cette époque les possibilités offertes par les manipulations génétiques - que confirmeront les premiers travaux de génie génétique réalisés en 1974. Denis Buican a aussi conçu une nouvelle théorie de la connaissance, la biognoséologie, qui tente de dépasser la distinction kantienne entre les phénomènes et les noumènes (ces « choses en soi » qui échapperaient selon Kant à l'investigation humaine) : s'appuyant sur les données de l'éthologie et les progrès de la biologie moléculaire, il envisage des « noumènes relatifs », qui permettraient d'appréhender une réalité probable.
Historien, s'appuyant sur le modèle épistémologique de Thomas Kuhn (La structure des révolutions scientifiques, 1962), il envisage l'introduction de la génétique en France comme une « course à obstacles » : la science de l'hérédité ne s'y impose qu'en 1945, non sans résistances de la part des biologistes eux-mêmes, pour la plupart attachés au néolamarckisme. Devenu professeur à Nanterre en 1983, Denis Buican a consacré l'essentiel de ses recherches à l'histoire du darwinisme, de l'évolution et de la génétique, qu'il développe dans de nombreuses synthèses.

## Engagements politiques
Les positions politiques de Denis Buican, telles qu'il les exprime dans ses ouvrages, combinent des principes proches du probabilisme, de l'humanisme occidental de Montesquieu et de l'élitisme méritocratique cher à beaucoup d'intellectuels roumains de sa génération tels Mircea Eliade ou Emil Cioran. Récusant tant les doctrines révolutionnaires violentes que les démocraties occidentales d'apparence, qu'il qualifie de « démagogies policières et ploutocratiques », il plaide pour une société ouverte, fondée sur le principe de la séparation et du contrôle réciproques des pouvoirs, la reconnaissance et le respect des mérites et de la valeur individuelle, et l'égalité des chances sans discrimination aucune, de classe ou de race, de religion, de mœurs ou de coutumes. Probabiliste, il souhaite que la société permette à chacun de développer pleinement ses virtualités héréditaires.
Il consacre un essai, L'éternel retour de Lyssenko (1978) dénonçant les thèses du philosophe Dominique Lecourt, auteur d'un Lyssenko publié en 1976, qui dénie au marxisme toute responsabilité dans l'émergence puis le triomphe sous Staline des thèses lyssenkistes. Buican, en revanche, démontre que les racines du lyssenkisme plongent dans le messianisme et le déterminisme de Marx et Engels, et ainsi il s'aliène tous les « ostalgiques » voulant croire que « communisme réel » n'était pas qu'une escroquerie politique de la nomenklatura privant le prolétariat de tout espoir d'accéder un jour à une société sans classes et sans État,, mais une alternative toujours possible à l'aliénation capitaliste.
Denis Buican distingue le génocide de race commis par Hitler et les régimes nationalistes, du génocide de classe commis par Staline et les états communistes. Cette position comparatiste, très fréquente dans les pays ayant subi les deux totalitarismes, est l'objet d'âpres critiques en Europe de l'Ouest et aux États-Unis, car elle déroge à la règle acceptée par la majorité des gouvernements du monde, qui postule que seuls peuvent être juridiquement reconnus comme « génocides » les crimes de masse commis pour des motifs ethniques, culturels, religieux, « raciaux » ou nationaux, mais pas sociaux. Toutefois, en 2007, en Roumanie, la « Commission historique d'investigation et d'analyse des crimes du régime communiste » reconnaît officiellement comme « génocide » l'ensemble des crimes du régime communiste de Roumanie, où un « Mémorial de la Résistance et des victimes du communisme » est fondé en 1993 par d'anciens dissidents à Sighetu Marmației : elle impute à l'état communiste roumain 2 215 000 victimes en 45 ans soit environ 10 % de la population, et en 2017, l'Ukraine et, à sa suite, 24 autres pays reconnaissent officiellement comme « génocide » la grande famine soviétique des années 1930.
Très critique vis-à-vis du système universitaire français, dont il dénonce volontiers le clanisme, il considère qu'« une société, en même temps équitable et performante, a besoin d'un système d'enseignement sélectif et même micro-sélectif capable d'offrir à tout un chacun, du berceau jusqu'au tombeau, la possibilité de se développer jusqu'où son patrimoine héréditaire le permet ». De telles affirmations lui valent de nombreuses inimitiés.

## Poète
Écrivain de langues roumaine et française, il a publié plusieurs recueils de poèmes, d'une sensibilité originale, proches des œuvres de Lucian Blaga et de Tudor Arghezi. Hantés par le néant, ces courts poèmes, très denses, s'ouvrent sur un univers qui n'est pas sans rappeler celui du philosophe Cioran.

## Publications

### Épistémologie et histoire des sciences
- En collaboration avec Bogdan Stugren, Biologie générale, génétique et amélioration, Bucarest, Éditions didactiques et pédagogiques, 1969 (en langue roumaine).
- L'Éternel Retour de Lyssenko, Paris, Copernic, 1978 (traduit en italien, Armando Armando, 1983).
- Sur-Être ? Hérédité et avenir de l'homme, Paris, Serge Fleury, 1983.
- Histoire de la génétique et de l'évolutionnisme en France, Paris, PUF, 1984. Préface de Pierre Chaunu.
- La Génétique et l'Évolution, Paris, PUF, Que sais-je?, 1986, rééd., 1993 (traduit en portugais, Publicações Europa-América, 1987).
- Génétique et Pensée évolutionniste, Paris, SEDES, 1987.
- Darwin et le Darwinisme, Paris, PUF, Que sais-je?, 1987, rééd., 1994 (traduit en portugais - Brésil -, éditions Zahar, 1990, en turc, Ilev, 1991 et en chinois, 1999).
- Lyssenko et le Lyssenkisme, Paris, PUF, Que sais-je?, 1988.
- La Révolution de l'évolution, Paris, PUF, 1989. Préface de Pierre Chaunu (traduit en roumain, éditions scientifiques, 1994).
- L'évolution et les évolutionnismes, Paris, PUF, Que sais-je ?, 1989; réédité sous le titre Le Darwinisme et les Évolutionnismes, Paris, Frison-Roche, 2005.
- L'Explosion biologique, La Garenne-Colombes, Éditions de l'Espace européen, 1991.
- Charles Darwin, Paris, Critérion, 1992 (traduit en italien, Armando Armando, 1996, en roumain, éditions All, 1999). Réédité en 2008 sous le titre Darwin dans l'histoire de la pensée biologique (Ellipses).
- Mendel et la Génétique d'hier et d'aujourd'hui, Paris, Critérion, 1993 (traduit en roumain,  éd. All, 1997). Réédité en 2008 sous le titre Mendel dans l'histoire de la génétique (Ellipses).
- Biognoséologie. Évolution et révolution de la connaissance, Paris, Kimé, 1993 (traduit en roumain,  éd. All, 1993).
- Jean Rostand, le patriarche iconoclaste de Ville d'Avray, Paris, Kimé, 1994.
- Histoire de la biologie. Hérédité-Évolution, Paris, Nathan, 1994 (traduit en espagnol, Acento editorial, 1995, en grec,  éd. Savalas, 1996, en portugais,  éd. Europa-America, 1996).
- Évolution de la pensée biologique, Paris, Hachette, 1995.
- L'Évolution aujourd'hui, Paris, Hachette, 1995.
- Éthologie comparée, Paris, Hachette, 1995.
- L'Évolution, la grande aventure de la vie, Paris, Nathan, 1995.
- L'Évolution et les théories évolutionnistes, Paris, Masson, 1997.
- Dictionnaire de biologie. Notions essentielles, Paris, Larousse, 1997 (traduit en roumain, Univers enciclopedic, 2001, en portugais, Circulo de Leitores, 2002).
- (ed. avec D. Thieffry): Proceedings of the XXth International Congress of History of Science (Liège, 20-26 July 1997). Biological and Medical Sciences, Turnhout (Belgium), Brepols Publishers, 2002.
- L'Épopée du vivant. L'évolution de la biosphère et les avatars de l'homme, Paris, Frison-Roche, 2003 (traduit en roumain, CD Press, 2004).
- L'Odyssée de l'évolution, Paris, Ellipses, 2008.
- Biologie. Histoire et philosophie, Paris, CNRS éditions, 2010.
- L'Évolution. Histoire et controverses, coauteur Cédric Grimoult, Paris, CNRS éditions, 2011.
- Darwin et l'épopée de l'évolutionnisme, Paris, Perrin, 2012.

### Sélection d'articles
- « Hasard, nécessité et logique du vivant », La Nouvelle Revue Française, septembre 1971, no 225, 77-85.
- « Sur le développement de la génétique classique en France », Revue de Synthèse, avril-décembre 1973, XCIX, 233-241.
- « Le microphénomène et la philosophie de la biologie moderne », Scientia, 1974, 109, 1-20.
- « Réflexions sur la dynamique de la science et de son histoire », La Pensée et les Hommes, avril 1976, 304-308.
- « L'affaire Lyssenko enterrée et ressuscitée », La Pensée et les Hommes, juin 1977, 12-16.
- « Marxisme-léninisme et lyssenkisme », Tel Quel, 75, 1978, 61-72.
- « La génétique, clef de la vie », La Nouvelle Revue Française, no 306, juillet 1978, 75-88.
- « La génétique et l'évolution passée et future », La Nouvelle Revue Française, no 307, août 1978, 90-102.
- « La présélection génotypique et le modèle évolutif », La Pensée et les Hommes, février 1980, 205-208.
- « Le communisme, modèle et anti-modèle scientifique et historique », La Pensée et les Hommes, juillet 1980, 81-89.
- « Le mendélisme en France et l'œuvre de Lucien Cuénot », Scientia, 1982, LXXVI, 117, 105-117.
- « Repères dans le cadre philosophique et historique du développement de la biologie en France », Scientia, 1982, LXXVI, 117, 577-593.
- « L'accueil de Darwin à l'Académie des Sciences », Revue de Synthèse, CIII, 105, janvier 1982, 39-51.
- « La génétique classique en France devant le néo-lamarckisme tardif », Archives Internationales d'Histoire des Sciences, 1983, 111, 300-324.
- « Une philosophie de la biologie », La Pensée et les Hommes, 4, novembre 1983, 142-144.
- « Patrimoine génétique et développement humain », Esprit, juillet 1983, 68-74.
- « Mendel, le père de la génétique », L'Infini, 1984, 8, 105-114.
- « Communisme et lyssenkisme : de Moscou à Paris », Contrepoint, no 48, 1984, 175-198.
- « Diderot et la biologie de l'Encyclopédie », La Pensée et les Hommes, décembre 1984, 149-157.
- « Abus de rationalisme et de déterminisme dans les sciences de la nature », La Pensée et les Hommes, 18, 1991, 61-70.
- « Mensonge et faux-semblant chez les biologistes », La Pensée et les Hommes, 22, 1993, 57-64.

### Essais
- Dracula et ses avatars de Vlad l'Empaleur à Staline et Ceaușescu, La Garenne-Colombes, Éditions de l'Espace européen, 1991.
- Les métamorphoses de Dracula. L'histoire et la légende, Paris, Le Félin, 1993.
- L'Université : vache folle et sacrée de la République, Paris, François-Xavier de Guibert, 2004.
- O viață sfârtecată între Răsărit și Apus. Memorii (Une vie écartelée entre l'Est et l'Ouest. Mémoires), Bucarest, CD Press, 2007.
- Mosaïque profane, édition bilingue, Bucarest, CD Press, 2010.

### Œuvres littéraires
- Arbre seul (poèmes), Paris, Pierre-Jean Oswald, 1974.
- Lumière aveugle (poèmes), Paris, Saint-Germain-des-Prés, 1976.
- Mamura (poèmes), Bucarest, Demiurg, 1993.
- Spice. Poèmes anciens et nouveaux, Bucarest, CD Press, 2006.
- Mărgăritare negre ("Perles noires"), Bucarest, CD Press, 2008.
- Roue de torture, roue de lumière, Bucarest, CD Press, 2009 (édition bilingue en français et en roumain).
- Kaléidoscope (extraits), publié dans le no 3 du Black Herald, septembre 2012 (textes accompagnés de leur traduction en anglais)
- Déchirements, entre faucille et marteau, Éditions Exils, septembre 2017

## Distinctions
- Prix Cino Del Duca de poésie, 1973.
- Professeur invité au Collège de France, février 1984 et mars 1993.
- Grand prix de l'Académie française, 1989.
- Notice biographique dans le Petit Robert des noms propres, 2001.
- Citoyen d'honneur de la commune de Sǎliște (Roumanie), 2003.

## Galerie d'images

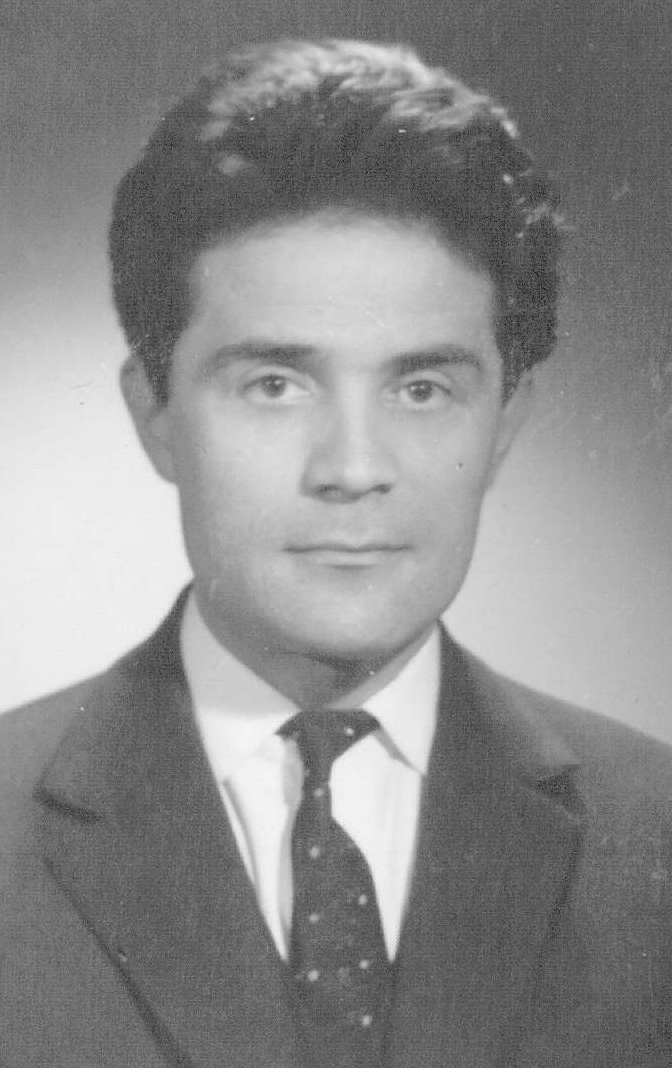
Dumitru Peligrad étudiant à l'université de Bucarest.
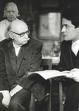
Denis Buican avec Jean Rostand.
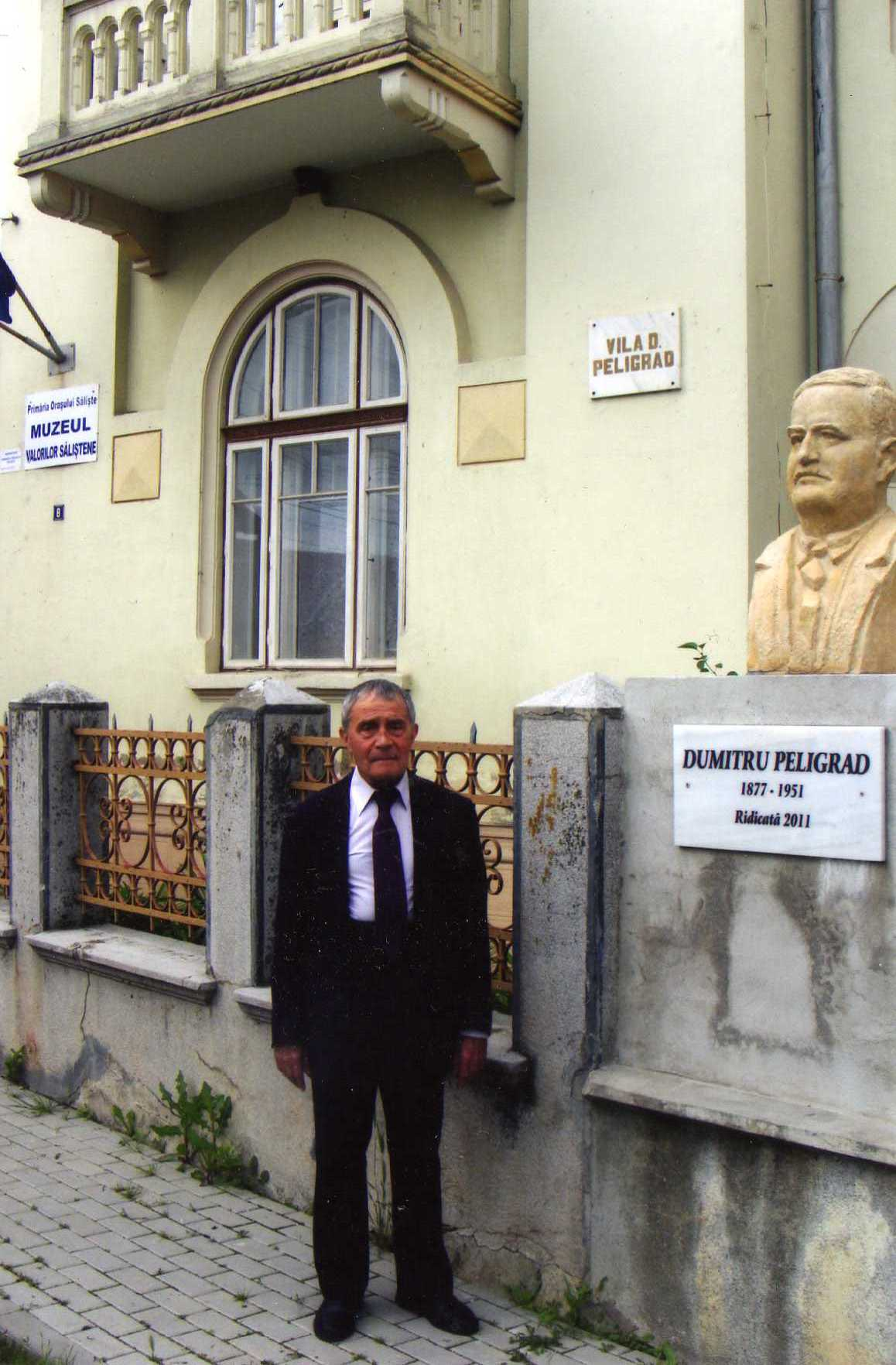
Devant la statue de son père, à la villa-musée Peligrad de Săliște (Roumanie).
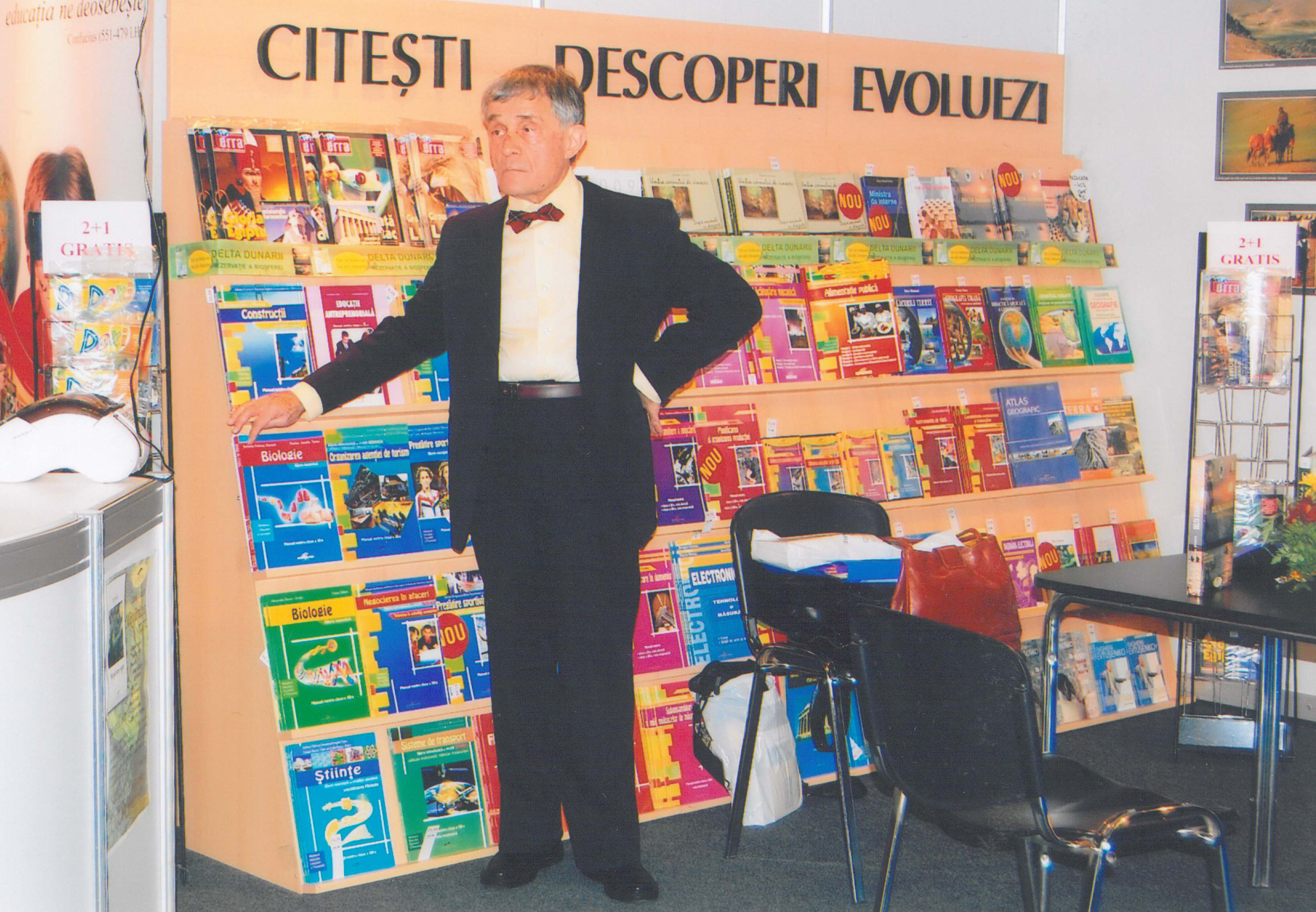
« Lis, découvre, évolue ».